# Ocean Prince (schip, 1966)
De Ocean Queen was een afzinkbaar en halfafzinkbaar boorplatform dat in 1966 werd gebouwd door Smith's Dock Company in South Bank voor Ocean Drilling & Exploration Company (Odeco). Odeco was voor 50% eigenaar, Burmah Oil voor 25% en Imperial Chemical Industries voor 25%. Het was het derde platform uit de Ocean Queen-serie, een rechthoekig ontwerp bestaande uit vier parallelle pontons waarvan de middelste twee van de halve lengte, met daarop elk vijf kolommen op de buitenste pontons en vier op de middelste. Aan de zijde zonder binnenpontons waren twee outriggers geplaatst om de stabiliteit op de werkdiepgang te vergroten. Tijdens de afbouw werd het op 1 november 1965 door een storm van de trossen geslagen en dreef het de Tees af tot het aan de grond liep. Het werd daarna weer terug gesleept naar de werf.
De Ocean Prince was het eerste halfafzinkbare platform dat gebouwd werd in het Verenigd Koninkrijk. Het was in oktober 1966 ook het eerste platform dat olie aanboorde op het Britse continentale plat, al was dit niet in commerciële hoeveelheden.

## Ramp
Op 6 maart 1968 werd er op de Doggersbank geboord voor Burmah in blok 47/29A. Het platform stond afgezonken op de zeebodem met acht ankers uit terwijl er een storm passeerde. Door de hoge golven werd het platform echter steeds opgetild om daarna weer op de zeebodem te storten. Daarbij ondersteunde de zeebodem het platform niet volledig, doordat de sterke getijstroom in dit gebied ontgronding rond de pontons tot gevolg had.
In de vroege ochtend bleek dit grote structurele schade tot gevolg te hebben en werd contact opgenomen met de wal om het platform te evacueren. De operationele manager daar dacht dat het wel meeviel en negeerde de oproep. Daarna werd contact opgenomen met de RAF, maar deze stelde dat de wind te sterk was. De vaste helikopterpiloot, Robert Balls, gaf wel gehoor aan de oproep, hoewel de wind sterker was dan waarvoor zijn Westland Wessex 60 was ontworpen. Door minder brandstof mee te nemen kon hij meer dan de normale 16 man meenemen en zo wist hij de 45 bemanningsleden te redden in drie vluchten. De eerste twee ploegen zette hij af op het hefplatform Constellation dat in de buurt stond en de derde nam hij mee terug naar de helibasis in Tetney. Daarna kon ook het stand-by-schip Hector Ganett, dat al die tijd op locatie was gebleven, richting rustiger water vertrekken. Enkele uren nadat de laatste ploeg was opgestegen, brak de Ocean Prince en verdween onder de golven. 
Robert Balls werd voor zijn handelen lid van de Orde van het Britse Rijk gemaakt.